# Panoramic
 «Panoramic»  — второй и последний студийный альбом пост-гранж- группы из Аризоны 32 Leaves. Альтернативная версия «Way Beyond» была выпущена 17 декабря 2007 года для iTunes и других розничных продавцов. Новая, альтернативная версия «All Is Numb», выпущенная примерно в то же время, не вошла в список.

## Список композиций
- 1."Intro" — 0:27

- 2."Protocol" — 2:51

- 3."Disarray" — 2:42

- 4."Way Beyond" — 3:54

- 5."Seal My Fate" — 3:20

- 6."Slave" — 3:37

- 7."Sideways" — 3:21

- 8."Human" — 3:51

- 9."Erase All Memory" — 3:24

- 10."Safe Haven" — 4:38

- 11."Endless Shadows" — 4:02

- 12."No Meaning" — 2:55

- 13."Only Want to Mend" — 3:49

### Неизданное
- All is Numb (New version)

## Использованная литература
1."Review: 32 Leaves — 'Panoramic' | TuneLab Music — Everything Rock". 2011. Archived from the original on 22 March 2009. Retrieved 8 August 2011.